# San Vito Romano

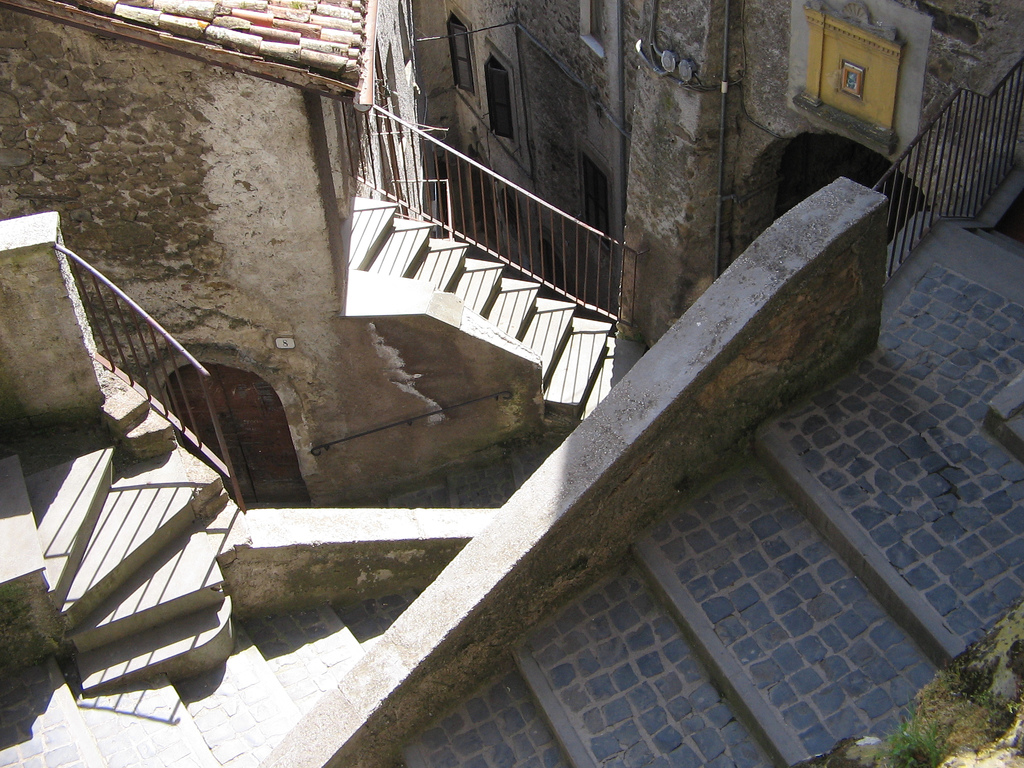
San Vito Romano

San Vito Romano is een gemeente in de Italiaanse provincie Rome (regio Latium) en telt 3312 inwoners (31-12-2004). De oppervlakte bedraagt 12,7 km², de bevolkingsdichtheid is 270 inwoners per km².

## Demografie
San Vito Romano telt ongeveer 1237 huishoudens. Het aantal inwoners steeg in de periode 1991-2001 met 1 volgens cijfers uit de tienjaarlijkse volkstellingen van ISTAT.
| Jaar | Inwoneraantal |
| ---- | ------------- |
| 1991 | 3268          |
| 2001 | 3269          |

## Geografie
De gemeente ligt op ongeveer 655 m boven zeeniveau.
San Vito Romano grenst aan de volgende gemeenten: Bellegra, Capranica Prenestina, Genazzano, Olevano Romano, Pisoniano.